# 波特拉奇 (愛達荷州)
波特拉奇（英語：Potlatch）是一個位於美國愛達荷州拉塔縣的城市。

## 地理
波特拉奇的座標為46°55′18″N 116°53′54″W / 46.92167°N 116.89833°W，而該地的平均海拔高度為776米（即2546英尺）。

## 人口
根據2020年美國人口普查的數據，波特拉奇的面積為1.10平方千米，當中陸地面積為1.10平方千米，而水域面積為0.00平方千米。當地共有人口763人，而人口密度為每平方千米693.64人。